# Bruinrugwaaierstaart
De bruinrugwaaierstaart (Cercotrichas hartlaubi; synoniem: Erythropygia hartlaubi) is een vogelsoort uit de familie Muscicapidae (vliegenvangers).

## Verspreiding en leefgebied
Deze soort komt voor in zuidelijk Kameroen en van noordwestelijk Angola tot westelijk Kenia en noordwestelijk Tanzania.